# Marilyn Jess
Marilyn Jess pseudonimo di Dominique Troyes (Île-de-France, 26 ottobre 1959) è un'attrice pornografica francese, soprannominata Patinette o Platinette.

## Biografia
Attiva per circa una dozzina di anni, dalla metà anni settanta alla fine degli anni ottanta. Ha avuto il suo nome d'arte grazie ai suoi capelli, sempre biondo platino.
Nota al pubblico italiano degli anni ottanta grazie alla rivista Supersex che pubblicava Le Avventure di Magika e Magika Jr, dei fotoromanzi in cui Platinette compariva al fianco di Cicciolina.
Nel fotoromanzo porno Erotik (parodia porno di Diabolik) Marilyn Jess interpretava la parte della compagna di Erotik, l'omologa di Eva Kant.

## Filmografia parziale
- Collégiennes à tout faire, regia di Jean Desvilles (1977)
- Poker Partouze, regia di Joe de Palmer (1979)
- Gamines en Chaleur, regia di Jean Rollin (1979)
- La Grande mouille, regia di Claude Bernard-Aubert (1979)
- Dodo, petite fille au bordel, regia di Francis Leroi (1980)
- La femme objet, regia di Claude Mulot (1980)
- Les petites écolières, regia di Claude Mulot (1980)
- Adorable Lola, regia di Gérard Kikoïne (1981)
- Dans la chaleur de Saint-Tropez, regia di Gérard Kikoïne (1981)
- Chaudes adolescentes, regia di Gérard Kikoïne (1981)
- Bourgeoise et... pute!, regia di Gérard Kikoïne (1982)
- Vacances à Ibiza, regia di Gérard Kikoïne (1982)
- Bon chic bon genre mais salopes, regia di Gérard Kikoïne (1983)
- Les Délices du Tossing, regia di Gérard Kikoïne (1983)
- Emmanuelle 4, regia di Francis Leroi (1984)
- Sens interdits, regia di Jean Luc Brunet (1985)
- Grand Prixxx, regia di Fred J. Lincoln (1985)
- Initiation d'une jeune marquise, regia di Pierre B. Reinhard (1987)
- Traci, I love you, regia di Jean Pierre Floran (1987)